# 幼なじみと甘〜くエッチに過ごす方法
『幼なじみと甘〜くエッチに過ごす方法』（おさななじみとあまーくえっちにすごすほうほう）は、アトリエかぐや Berkshire Yorkshireが2007年2月23日に発売した18禁恋愛アドベンチャーゲームである。略称は『おさあま』。
2009年2月27日には、『幼なじみと甘～くエッチに過ごす方法～KAGUYAコレクション～』（Windows Vista対応/廉価版）が発売された。

## 概要
本作は、「幼馴染み」という恋愛ゲームでは定番の存在でありながらも、ストーリーの主軸として扱われることの少なかった設定を真正面から取り扱う事をコンセプトに制作された作品。ゆえに本作のヒロインは全て幼馴染みである。
本作は、Berkshire Yorkshireの従来得意とする「"お姉さん"に特化した」ゲームではなく、同グループ制作の前作『Schoolぷろじぇくと』からのライトユーザーを意識した作品となっている。

## ストーリー
主人公は幼なじみの涼風あすかと、平凡な日常を過ごしていた。そんな幼なじみを主人公は少しずつ意識し始めるのだが…。
そこに突如、主人公の『幼なじみ』を自称する2人、御堂琴音とエミリー・ウィンスレットが転校してくる。
3人の幼なじみの板ばさみにされる主人公。そこで真の幼なじみを決めるべく提案された方法。
主人公の過去の日記を編集したもの、『幼なじみと甘～くエッチに過ごす方法』にある思い出の数々を一番多く実行したものが真の幼なじみとされる、というもの。
主人公は『幼なじみと甘～くエッチに過ごす方法』から彼女たちとの思い出を少しずつ取り戻していく。

## 登場キャラクター

### メインキャラクター
後藤 荘介（ごとう そうすけ）
主人公。名前は任意で変更可能だが、ここでは便宜上デフォルトの名前"後藤荘介"で扱う。
ごく普通の学生だが、幼い頃は両親の都合で様々な所を転々としていた。そのことが原因で幼なじみが3人もできてしまった。
彼の過去の日記を編集した『幼なじみと甘～くエッチに過ごす方法』には、今では考えられないような内容の遊びを彼女たちとしていた様が記されている。
なお、エミリーと会話ができる程度には英語が話せるらしい（もちろん普段は日本語）。「麻雀病」なるものを患っており、麻雀をすると無敗になる特異体質の持ち主。
基本的には優しく温厚な性格で、あまり怒る事はないが、それぞれのキャラの個性があまりにも強いので必然とつっこみのポジションとなっている。
涼風 あすか（すずかぜ あすか）
声 - 楠鈴音
10年以上も荘介の"幼なじみ"をしているお隣さんの女の子。
荘介を朝起こし、朝食を食べさせる係。家事一般はとても得意である。結構喧嘩っ早く、荘介に対しても容赦なく暴力をふるう。
普段は荘介を"ただの幼なじみ"として扱っているが、琴音とエミリーの存在がそれを揺るがしていく。　　　　　　　　　　　　　　　　　　　　　　　　　　　　　　　　　　　　　　エミリーエンドでは作家となっており、担当編集者になった浅野を引き連れて主人公の元を訪ねてくる。
御堂 琴音（みどう ことね）
声 - 北都南
荘介があすかと出会う前に良く遊んだ、物腰の柔らかい大和撫子風の女の子。
父親が極道の人であり、幼い頃から護身の方法を身に付けさせられたため、後ろに立った人は攻撃を受けたり投げられたりする。（主に浅野がその被害を受けるが、荘介は例外で攻撃を受けない。）
"お嫁さん"の仕事を全て習得しており、荘介の所にも"花嫁修業"として来た。
母親は現在カリフォルニアへ旅行中らしい。
また同メーカーの『ナースにおまかせ』に道場する御堂鈴とは従姉妹であり、作中何度も話題に出てくる。
エミリー・ウィンスレット
声 - 安玖深音
大らかな外国人の女の子。自慢は綺麗な金髪。
荘介が外国で暮らしていた頃の幼なじみ。荘介を追って来日した。相当な努力を重ねたためネイティブレベルでの日本語会話が可能（四字熟語などの細かい部分は知らないことが多い）。
周りの事を考えずに物事を言うので、荘介にとってはトラブルメーカー的存在となっている。
家事一般は苦手。

### サブキャラクター
浅野 康晴（あさの やすはる）
声 - 朝田孝
荘介の親友。荘介、あすかとは小学校の頃からの付き合いである。イケメンだが、お調子者のせいで3枚目の扱いになっている。荘介曰く「黙っていれば二枚目、口を開けば三枚目、喋り出したら問題外」。そのことから、あすかや奈緒などからは「バカ野」と呼ばれている。エミリーからは「あさっち」というあだ名で呼ばれている。丈夫な体の持ち主であり、琴音の攻撃を食らってもすぐに復活する。性格は明るく表情豊かで、他の登場人物に比べて感情的で人間らしさがある。その上、勘が強く思ったことを口にするタイプで、その発言が荘介の思考に当てはまったことも。（ただし、荘介はそれをなんとか誤魔化せた。）それでも壮介にとっては親友というよりも悪友に近い距離感があり、なんだかんだであすかとの距離を縮める1番大きなきっかけを作った張本人である。
あすかエンドでは、家内を持ち、息子・宏康（ひろやす）をもうける。琴音エンドでは、大学へ進学している。エミリーエンドでは、あすかの担当の編集者となっている。
奈緒（なお）
声 - MI-KO
あすかの友人。名字は不明。
あすかと荘介の仲をからかう事も多いが、2人の良き友達である。（条件付きで）あすかの相談相手になることも。演劇口調で話すことがある。勤め先は不明だが、アルバイトをしている。
景子（けいこ）、千夏（ちか）
あすかの友人。奈緒同様、苗字は不明。
ボブ・ウィンスレット
エミリーの父親。名前のみの登場。

## 他作品とのリンク
同社レーベルの作品
- 狂淫学園
- 恥辱診察室
- 妹汁
- ドキドキお姉さん
- まほこい
- 恥辱診察室 DVD EDITION
- ナースにおまかせ
- 家庭教師のおねえさん ～Hの偏差値あげちゃいます～
- 姉汁 ～白川三姉妹におまかせ～
- School ぷろじぇくと☆
- 幼なじみと甘～くエッチに過ごす方法
- 艶女医（エンジョイ） 〜2人のエッチな女医とエロエロ研修体験〜
- さらさらささら
- プリマ☆ステラ
- プリ☆さら

## スタッフ
- 原画：choco chip
- シナリオ：もみあげルパンR 近江達裕 神無月ニトロ 速水漣 七央結日

## 関連商品
- 幼なじみと甘～くエッチに過ごす方法 オフィシャルファンブック（彩文館出版、ISBN 978-4-775-60232-4）
- 幼なじみと甘～くエッチに過ごす方法（小説版、ハーヴェスト、ISBN 978-4-434-10686-6）
- エミリーちゃんの萌え萌えハァハァおっぱいマウスパッド
- あすかちゃんの萌え萌えハァハァおっぱいマウスパッド